# Vinyl 1
| Recensione | Giudizio |
| ---------- | -------- |
| InterMedia | 7,5/10   |

Vinyl #1 è il primo album in studio della cantante russa Zivert, pubblicato il 27 settembre 2019 dalla Pervoe Muzykal'noe Izdatel'stvo.
È stato candidato per il premio Muz-TV al miglior album.

## Descrizione e accoglienza
Vinyl #1, in parte in inglese e in russo, riprende le sonorità degli anni ottanta e novanta. Aleksej Mažaev, in una recensione per InterMedia, ha definito Zivert un'«artista promettente», con un'«immagine unica» e uno «stile aggressivo», e ha sottolineato il bilinguismo, quasi «naturale», come un'«innovazione» del pop russo. Ha inoltre citato Life come un brano immediatamente riconoscibile e ha inoltre trovato le tracce Dvusmyslenno e Fly più «convincenti» rispetto a Brodjaga-dožd', Credo e Šarik.

## Promozione
Il progetto è stato anticipato dall'uscita di tre singoli estratti. Il primo, Life, messo in commercio il 30 novembre 2018 e accompagnato da un video musicale girato a Hong Kong, ha fatto il proprio ingresso nelle classifiche di quattro mercati l'anno seguente, tra cui Bulgaria e Lettonia, risultando uno dei brani di maggior successo nel corso dell'intero 2019 sulle principali piattaforme streaming russe, ossia Yandex Music e VK Muzyka.
Il 26 aprile 2019 è stato presentato Šarik, il secondo estratto dal disco. Beverly Hills, che ha ottenuto una discreta popolarità nelle classifiche radiofoniche di Bulgaria e Russia, è stato messo in commercio attraverso un EP di remix il 25 settembre 2019, mentre il relativo video musicale è uscito il 21 novembre 2019.
Seppur non sia stato estratto come singolo, la traccia Credo è riuscita a collocarsi in vetta alla classifica radiofonica russa di Tophit, divenendo la prima numero uno della cantante. Una clip è stata resa disponibile a febbraio 2020 e l'artista ha eseguito la canzone nello speciale di Večernij Urgant Ciao, 2020!, andato in onda su Pervyj kanal il 30 dicembre successivo.

## Tracce
1. Bezboleznenno – 4:13 (Julija Zivert, Arkadijs Kotkovs, Bogdan Leonovič, Kirill Gud)
2. Beverly Hills – 3:39 (Julija Zivert, Arkadijs Kotkovs, Bogdan Leonovič, Kirill Gud)
3. Dvusmyslenno (feat. M'Dee) – 3:04 (Bogdan Leonovič, Rustami Faridun, Ėrik Kirakosjan)
4. Fly – 3:13 (Julija Zivert, Bogdan Leonovič, Kirill Gud)
5. Brodjaga-dožd' – 3:35 (Julija Zivert, Bogdan Leonovič, Kirill Gud)
6. Credo – 3:04 (Julija Zivert, Arkadijs Kotkovs, Bogdan Leonovič, Kirill Gud)
7. Šarik – 3:06 (Julija Zivert, Arkadijs Kotkovs, Bogdan Leonovič)
8. Life – 3:08 (Julija Zivert, Arutjun Tamanjan, Bogdan Leonovič)
9. Life (feat. Filipp Kirkorov) – 3:09 (Julija Zivert, Arutjun Tamanjan, Bogdan Leonovič)

Tracce bonus nell'edizione deluxe
1. Bezboleznenno (Intro) – 0:39
2. Beverly Hills (Intro) – 0:23
3. Dvusmyslenno (Intro) (feat. M'Dee) – 1:23
4. Fly (Intro) – 0:51
5. Brodjaga-dožd' (Intro) – 1:24
6. Credo (Intro) – 1:06
7. Šarik (Intro) – 0:28
8. Life (Intro) – 1:14
9. Life (Intro) (feat. Filipp Kirkorov) – 0:18

## Classifiche

### Classifiche settimanali
| Classifica (2019-20) | Posizione massima |
| -------------------- | ----------------- |
| Estonia              | 30                |
| Lettonia             | 9                 |
| Lituania             | 12                |

### Classifiche di fine anno
| Classifica (2019) | Posizione |
| ----------------- | --------- |
| Lettonia          | 99        |